# بائیری، سیالکوت
بائیری (به انگلیسی: Bairi) یک منطقهٔ مسکونی در پاکستان است که در پنجاب واقع شده‌است. بائیری ۲۹۲ متر بالاتر از سطح دریا واقع شده‌است.